# Leibhaftig
Leibhaftig ist eine 2002 erschienene Erzählung der Berliner Autorin Christa Wolf.
Die Erzählung handelt von der beinahe tödlich verlaufenden Infektionserkrankung einer Ostberliner Schriftstellerin im Sommer des Jahres 1988. Die äußere Handlung spielt in einem Schweriner Krankenhaus, der Zeitpunkt der Handlung ist die Endphase der DDR, die zwar 1989  noch ihr 40-jähriges Staatsjubiläum feierte, aber schon kurz darauf – unter dem Druck der Gorbatschowschen Reformen und den Auflösungstendenzen des Warschauer Paktes – ihre Grenzen nach Westen öffnete und sich 1990 der Bundesrepublik Deutschland anschloss.

## Inhalt
Die in kritischem Zustand ins Krankenhaus eingelieferte Patientin erlebt, wie das Ärzteteam engagiert und mit allen technischen Mitteln darum kämpft, in ihrem Bauch den Infektionsherd und den Bakterientyp zu erfassen, denn das erst ermöglicht die Bestimmung des rettenden Medikaments.
Völlig rätselhaft erscheinen den Medizinern allerdings auch die ungewöhnlich geringen Abwehrkräfte ihrer Patientin. Mit schulmedizinischen Mitteln ist dieser Immunschwäche nicht beizukommen. Verstehen kann sie nach und nach die Erzählerin – und mit ihr der Leser – aus ihren Erinnerungen, Gedanken und Gefühlen, die sich assoziativ im Wachzustand oder in Traumreisen entfalten:
Auf Grund ihrer anfangs totalen Identifikation mit der Idee des sozialistischen Humanismus erlebt sie das offenkundige Scheitern der DDR als persönlichen Zusammenbruch. Am Tiefpunkt ihrer Krankheit erkennt die Erzählerin, dass ihr jahrelanges – durch Überwachung, Zensur und Selbstzensur erzwungenes – Verschweigen der „Sünden“ des Regimes und seiner in die persönlichen Beziehungen hinein zerstörerischen Auswirkungen ihre Sprache verfälscht hat. Möglichst wahrhaftig zu reden und zu schreiben aber ist die Lebens- und Arbeitsmaxime der Erzählerin.
Diese krisenhafte Erkenntnis wird zum inneren Wendepunkt, der Befreiung aus der psychischen Zwickmühle von politisch-moralischem Idealismus und staatlicher Repression. Die biographische Entwicklung der Protagonistin wird kontrastiert in der ebenfalls schubweise erinnerten Geschichte ihre Studienfreundes Hannes Urban, den der Aufstieg in der DDR-Kulturbürokratie in persönlich und politisch unauflösbare Widersprüche führt.
Parallel zur inneren Wende gelingt auch die medizinische Therapie, das dazu notwendige Medikament muss bezeichnenderweise über einen Sonderetat finanziert und durch einen Eilkurier aus West-Berlin besorgt werden.

## Erzählweise
Christa Wolf verknüpft die verschiedenen Zeit- und Bewusstseinsebenen durch ein teilweise mit sehr kräftigen Strichen ausgezogenes Motiv- und Symbolgeflecht. Besonders markant ist das Hadesmotiv, das an die Anästhesie der wiederholten Operationen, aber auch an die fantastischen Wanderungen in die Kellergewölbe Berlins angebunden ist.

## Rezeption und offene Fragen
Die Erzählung fand im Feuilleton eine breite und überwiegend freundliche Aufnahme.